# Cassandana
Cassandana (Kassandane, Κασσανδάνη, Cassandane) fou una reina persa de la família dels aquemènides, filla de Farnaspes.
Es va casar amb el rei Cir II el Gran i fou la mare de Cambises II de Pèrsia.
Segons la versió dels perses, Cir II es va casar amb Cassandana, i d'aquesta unió va néixer Cambises II. Heròdot n'esmenta la versió egípcia, segons la qual Cambises era el fill de Cir II, però la seva mare era la filla del faraó Apries, anomenada Nitetis. Heròdot no accepta la versió egípcia, contrari als costums perses en què el successor d'un rei és un bastard, perquè els reis venien d'un casament reial. D'acord amb una història que Heròdot no creu, Cassandana tenia diversos altres nens de Cir II. Per això, Cassandana va ser elogiada per una altra dona persa pels seus fills, però va dir que Cir II l'enganyava, amb Nitetis, la qual ell mateix havia portat d'Egipte, i aquesta va sentir dir a Cambises, el seu fill gran, que tenia deu anys, que quan creixés la humiliaria davant de tot Egipte.
Va morir abans que Cir II, que va ordenar un dol general en el seu honor.